# 杉浦滋男
杉浦 滋男（すぎうら しげお、1935年12月15日 - 1997年12月6日）は、日本の男性アナウンサー。

## 来歴・人物
東京都出身・日本大学法学部卒業だが、北海道に憧れていたことから、1958年に北海道放送へアナウンサーとして入社。その後1962年に名古屋テレビ放送開局と同時に移籍後の1964年、やはり開局後の日本科学技術振興財団テレビ事業本部（東京12チャンネル）に移った。
東京12チャンネルでは主に格闘技の実況中継に携わり、プロレス中継では、米国のプロレスを紹介するプロレスアワー・小畑千代VSファビュラス・ムーラをはじめとした日本女子プロレス中継・NETによる『ワールドプロレスリング』開始前の新日本プロレスの単発中継でのアントニオ猪木VSカール・ゴッチ二連戦を経て、国際プロレスのレギュラー中継番組『国際プロレスアワー』のメイン実況を担当。またボクシングの実況中継も担当して毎日放送から移籍してきた金子勝彦と並び、格闘技実況の名物アナウンサーとして名を馳せた。
『国際プロレスアワー』では、キラー・トーア・カマタに胸ぐらを掴まれて実況席からゴボウ抜きにされた上に、さらに背広をビリビリに破かれるなどの被害に遭っている。1980年代に放送された『世界のプロレス』でもロード・ウォリアーズにネック・ハンギングを受けるなど、体重50kgにも満たない痩身ながら体を張った仕事を続けた。悪役レスラーの襲撃を避けるために放送席の周りを金網で囲み、その中に入って実況していたこともあった。
ボクシング中継ではマイク・タイソン、シュガー・レイ・レナード、マービン・ハグラーといったスーパースターたちのビッグマッチをジョー小泉とのコンビでアメリカ合衆国から衛星生中継した。
1980年5月18日  戒厳令下の敵地ソウルにて、WBCフライ級王者朴賛希に大熊正二が挑戦した試合を、解説者無しの単独実況を担当。大熊のタイトル奪取を実況したことで知られている。
その後、テレビ東京と社名が変わった直後の1982年には初の地方系列局（TXN）となるテレビ大阪へ出向。1989年にはテレビ北海道開局に出向スタッフとして立会い、ニュースやスポーツ中継のアナウンスを担当した。
墓所は東京都文京区本郷の喜福寺。

## 関連人物
ボクシング中継でコンビを組んだ解説者
- 海老原博幸
- ジョー小泉
- 佐瀬稔

プロレス中継でコンビを組んだ解説者
- 竹内宏介
- 門馬忠雄
- 菊池孝
- 芳の里淳三
- 山田隆（プロレスアワー）
- 田鶴浜弘（小畑VSムーラ）